# Rothrist

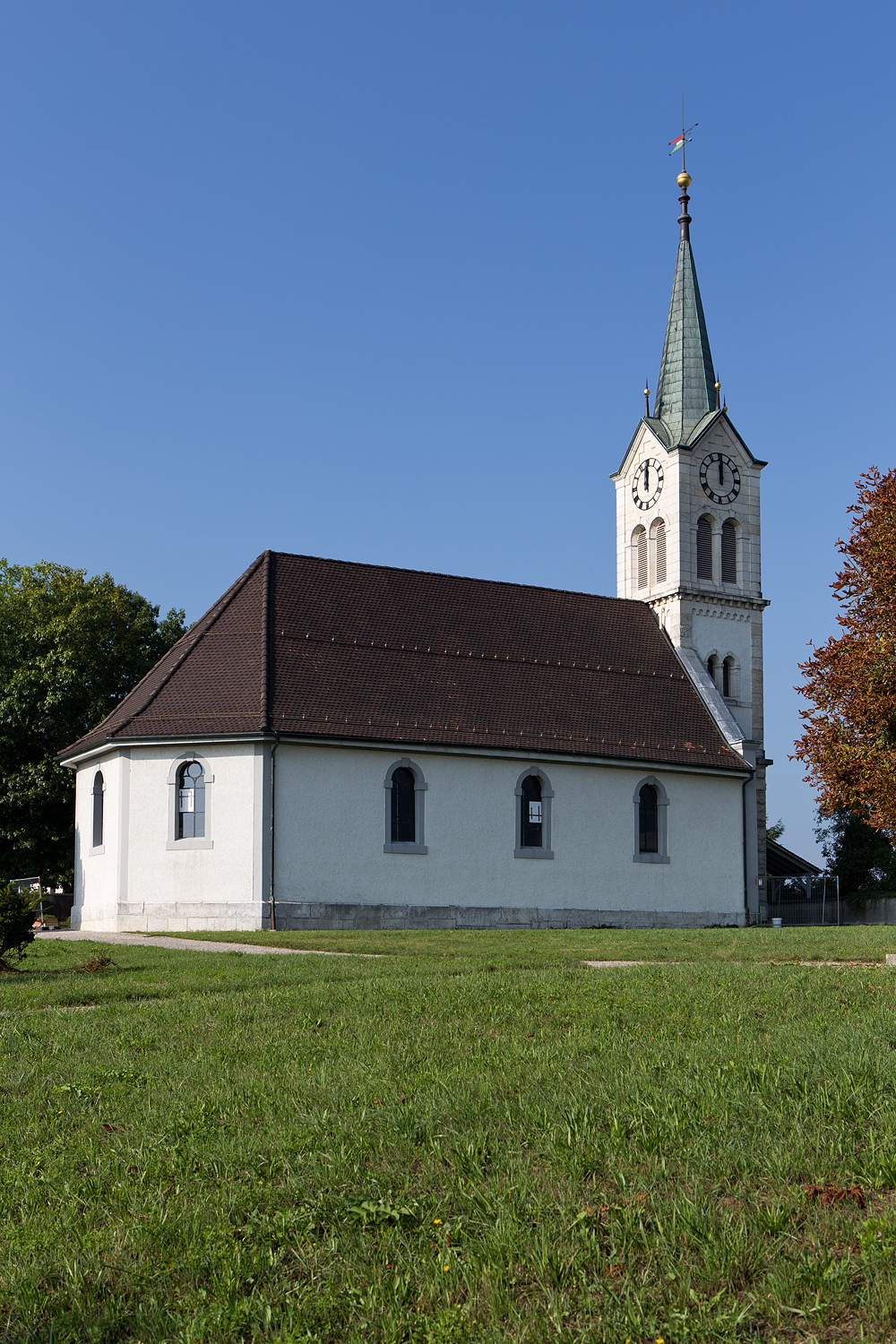
Reformerta kyrkan i Rothrist.

Rothrist (schweizertyska: Rootrischt) är en ort och kommun i distriktet Zofingen i kantonen Aargau, Schweiz. Kommunen har 9 866 invånare (2023).